# 's-Gravenzande
's-Gravenzande é uma cidade costeira da província da Holanda do Sul, nos Países Baixos. Foi municipalidade independente, mas em 2004 foi integrada no Município de Westland. Situa-se a cerca de 12 km a sudoeste da cidade de Haia, o seu território abrange 20,77 km² (dos quais 3.38 km² são cobertos por água). A cidade tinha 15 241 habitantes em 2011, alojados em 5 879 residências localizadas numa área urbana de 2,7 km².

## Descrição
O território eststístico designado por "'s-Gravenzande", que também inclui às áreas periféricas da cidade, bem como as comunidades rurais vizinhas, tem um a população de cerca de 119 750 habitantes. À data de 1 de janeiro de 2009, 's-Gravenzande era a maior cidade de Westland, com 19 428 habitantes.